# 蕨野の棚田
蕨野の棚田（わらびののたなだ）は、佐賀県唐津市相知町平山上蕨野にある棚田。八幡岳（標高764m）の北側斜面に築かれており、面積は40ha。
1999年（平成11年）に農林水産省の日本の棚田百選に選定されている。また、周辺の山林を含めた景観が2008年（平成20年）に国の重要文化的景観に選定されている。このほか、2002年に読売新聞社記念事業「遊歩百選」に選定されている。

## 概要と特徴

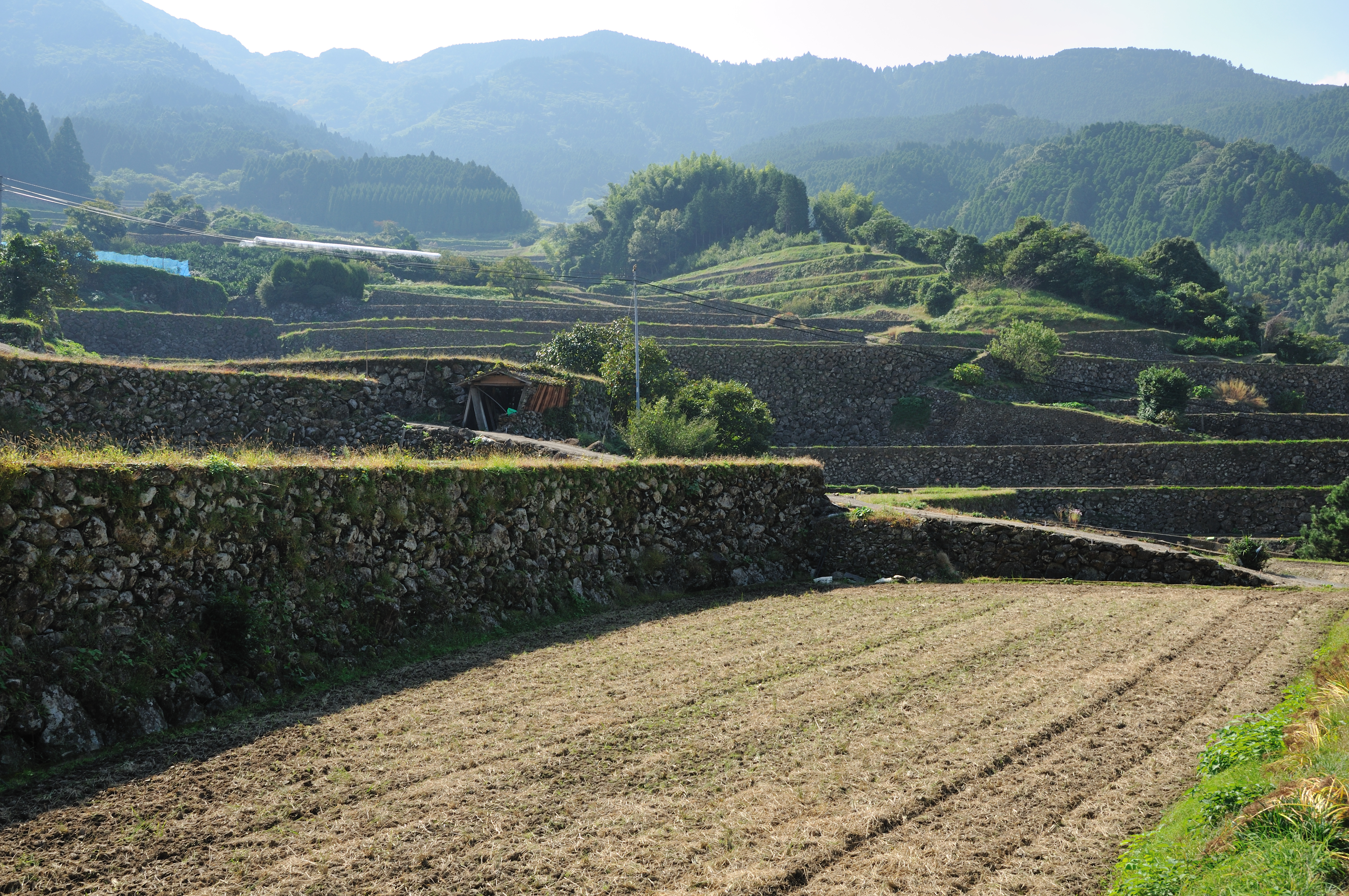
幾重にも重なった石垣は山城にも例えられる

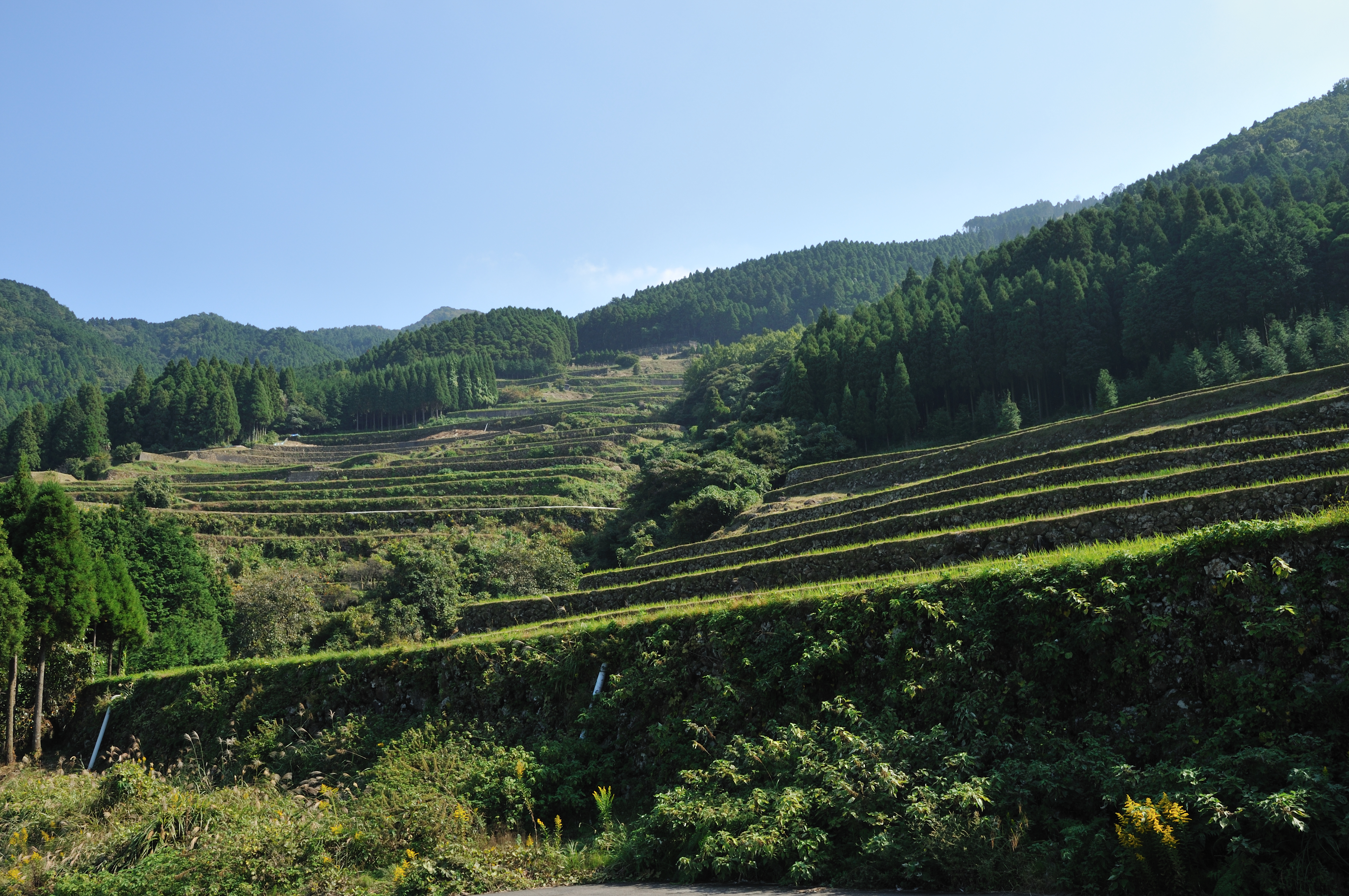
棚田と八幡岳の山林

相知町中心部から南に約5km、松浦川の支流である平山川沿いの標高150m付近に蕨野の集落がある。蕨野は西・南・東の三方を山に囲まれたすり鉢状の地形で、集落は山々の麓に位置する。区画数1,050枚に及ぶ棚田は、集落の上、標高180m付近から420m付近までの高低差約240mに亘り築かれており、集落から見上げると斜面に沿い扇形に広がっている。江戸時代に築かれた棚田もあるが、現存するものの多くは明治から昭和初期にかけて築かれた。
山麓には、沢が削り取った小さな谷に沿う5つの字（大平、石盛、南川原、下ノ木場、九郎）があり、棚田はこれらの谷沿いに分布する。そして、棚田の間の丘にはクヌギやスギ、竹などからなる林があって里山を形成し、その上方には自然林も残る八幡岳の森林が広がっており、八幡岳県立自然公園に指定されている。国の重要文化的景観の選定種別にも、「水田・森の複合景観」が挙げられている。
玄武岩の自然石を用いた野面積み（のづらづみ）石垣でできた畦畔と、地下を張り巡らされた暗渠の石積み水路を特徴とする。石垣は、石工技術を代々受け継ぐ「石垣棟梁」と農民による互助組織「手間講」によって維持管理されてきた。平均傾斜が約14°と他の棚田と比較しても傾斜が急な部類に入るため、そそり立つような石垣群は山城にも形容される。

## 歴史

### 開発
蕨野に初めて棚田が作られたのは、少なくとも江戸中期または後期とされる。当時の棚田は現在よりも規模がかなり小さく、集落や沢の近くなどに点在する程度で、周囲はまだ原野であり家畜の飼料や肥料を得る草刈り場となっていた。開発が本格化したのは、明治に入って村が所有していた原野を農家が払い下げてからである。開墾面積は、江戸時代から1887年（明治20年）までに約20haであった。
また、水田拡大に必要な用水を賄うため、平山川支流の大平川上流でため池の造成が行われ、1888年（明治21年）に完成した（池旧溜）。このため池は昭和に入ってさらに拡張されるとともに、13年をかけて新たなため池も造成された。新しいため池は1945年（昭和20年）に完成した（池新溜）。
池新溜からは、平行する沢へ水を送るため、山腹を横断する「横溝水路」が設けられ、それぞれの沢に用水を供給する。蕨野の特徴として、上の田で溢れたオーバーフローの水が下の田へと流れる形式がほとんど見られない。田では取水口のすぐ近くに排水口があり、用水は暗渠を通して速やかに下の田に送られる。取水が必要な際には、竹樋（現在はビニールパイプ）を取り付けて田全体へと水を送る仕組み。これは、上流の冷たい水により田の水温が下がることを防ぐためで、更に、大雨による増水時には水を通過させることで田の水位を一定に保つ効果がある。暗渠は棚田の造成と同時に築かれており、棚田の広さを確保することに役立った。なお、暗渠は人が入れる約1m四方のものから、20cm四方のものまであり、蕨野全体では97か所に上る。
石垣の高さは3mを超えるものが多い。南川原地区には、棚田の石垣としては日本で最も高い8.5mの石垣があり、その石垣が囲う約3,000m2の田は「三反の田」と呼ばれている。この田は元々あった狭い水田の山側と谷側の2つの畑を切り崩して造成され、10年間をかけて1935年（昭和10年）に完成した。
こうした水利の拡大により、1887年から1911年（明治44年）までに約9ha、大正時代に約3ha、昭和時代（昭和20年代まで）に約22haが開墾され、最も広かった昭和時代には54haに及んだ。また、この地域で開墾が進んだ背景には、明治以降、近隣の上平山地区や厳木町に炭鉱（相知炭鉱）が開かれて栄えたことなども挙げられる。

### 保存運動
ただ、平地よりも労力が大きい割に収量は多くないという棚田の特徴は蕨野にも当てはまり、高齢化や離農により耕作放棄地が増加していった。そんな中、1980年代から地元の有志により保存運動が始まる。大きな契機となったのは、1997年（平成9年）に佐賀県により「佐賀県むらぐるみ発展運動」の重点推進地域に指定されたことである。この後押しにより運動は活発化し、2001年（平成13年）地元農家計36戸により「蕨野棚田保存会」が結成される。会では、佐賀県が開発し1999年に品種登録された新品種「夢しずく」の栽培に取り組み、ブランド米「棚田米 蕨野」として出荷を始めた。
また、2003年（平成15年）には旧相知町と佐賀大学農学部が地域交流協定を締結し、学生・地元住民・他地域の市民が参加した現代版の「手間講隊」を結成、耕作放棄地の活用、有機農法や無農薬農法の実験、環境教育や食育の場としての活用が行われている。
これらの活用運動は評価を受けており、既述の遊歩百選への選定のほか、2002年（平成14年）に佐賀新聞の社会大賞を受賞したほか、2003年（平成15年）には蕨野棚田保存会が佐賀農業賞・活力ある「むら」づくり部門を受賞、同年に農林水産祭・むらづくり部門 九州農政局長賞を受賞している。また、2004年（平成16年）には、第10回全国棚田（千枚田）サミットの開催地となった。

## 棚田の造成

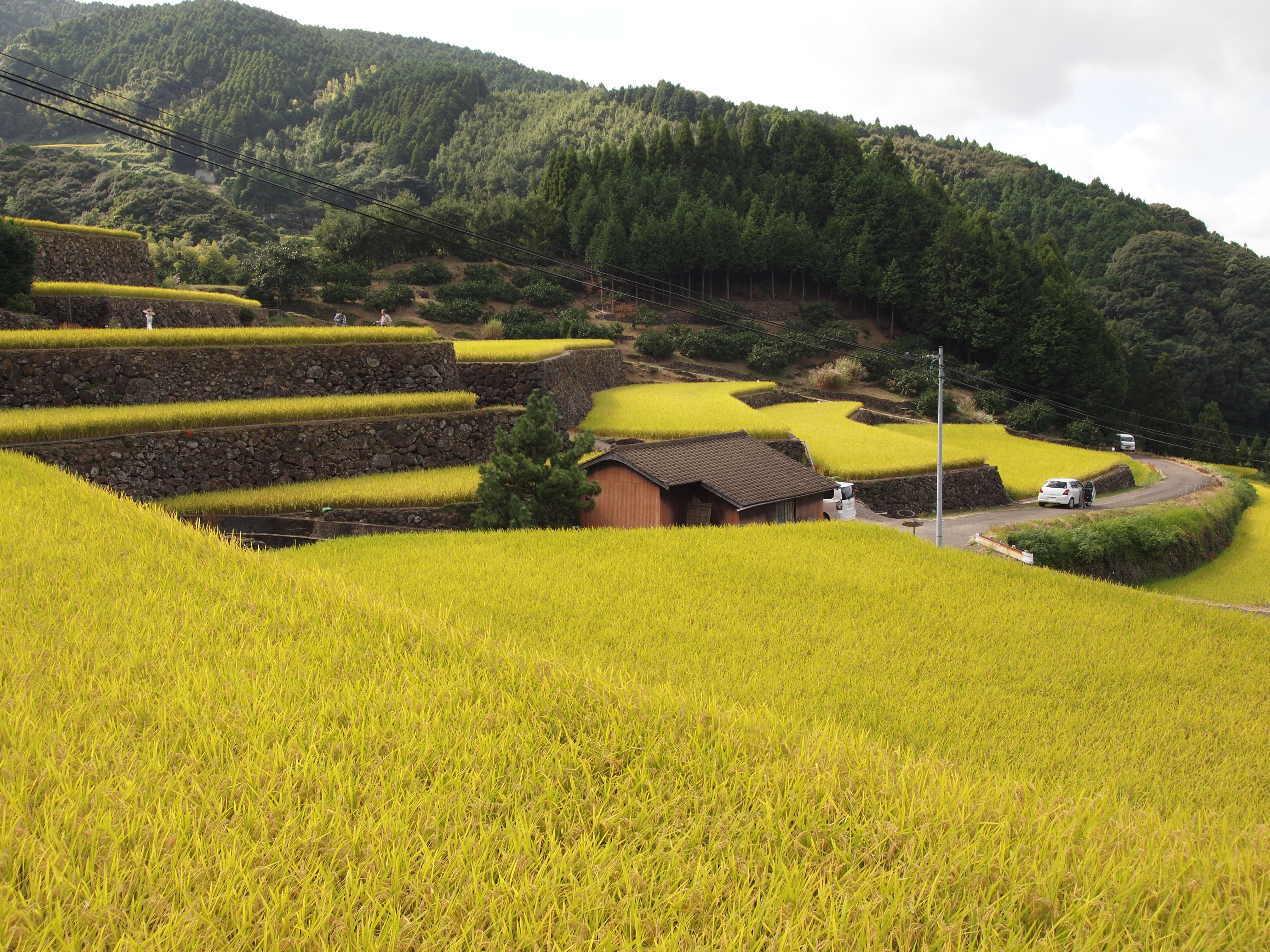
収穫期前の棚田

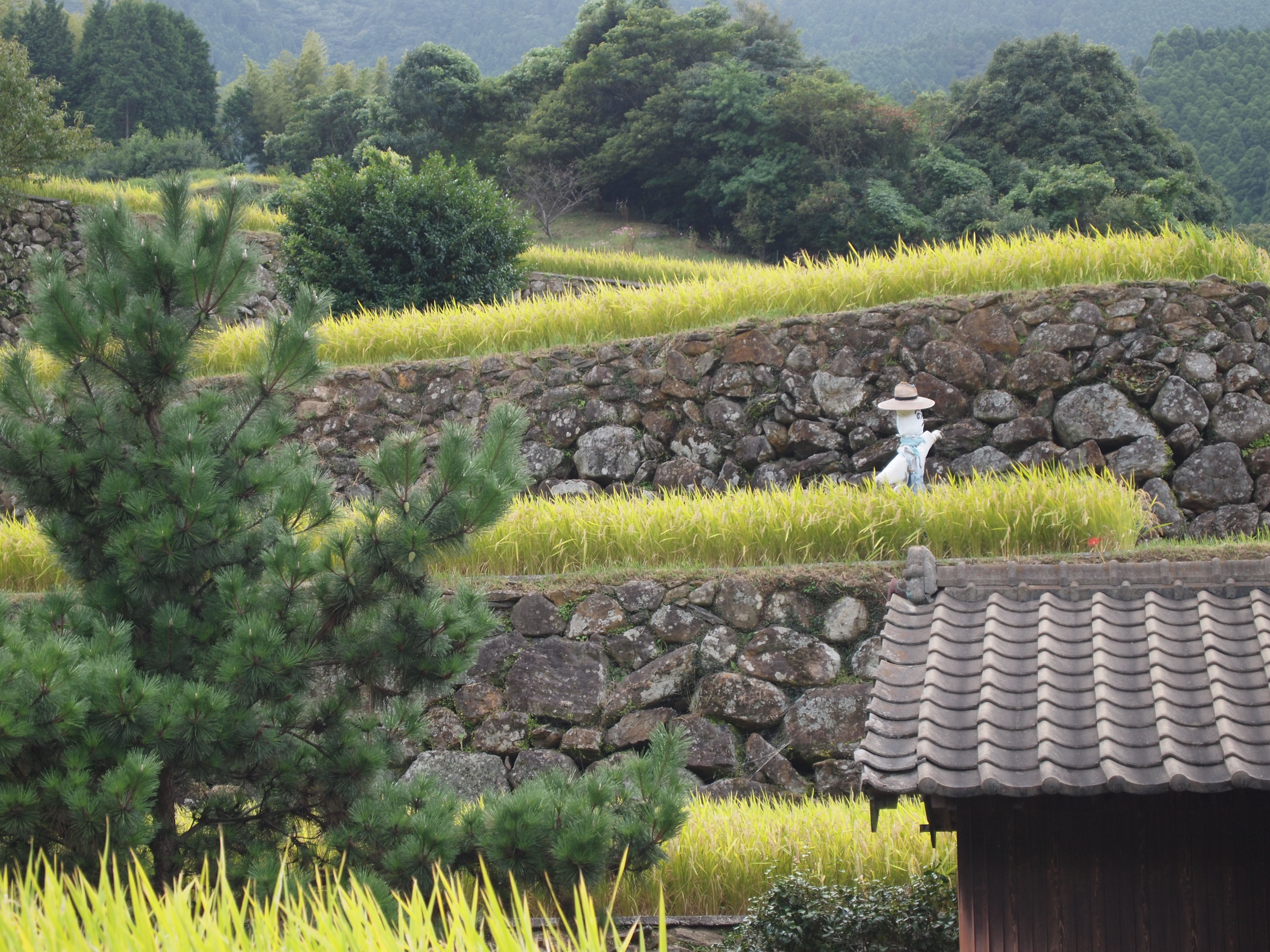
石垣と案山子

棚田の形成過程としては、明治前期までは山林を切り開いてまず畑を作り、次に石垣を築いて段々畑として、後に水を入れて水田とする段階的な方式が主であったが、ため池が完成した明治後期からは山林を直に水田とすることもあった。造成を担う「手間講」には石垣棟梁の指揮の下で多くの農民が参加し、地域が一体となって行われた。
石は、八幡岳から掘り出した「金石（かないし）」と呼ばれる硬い黒色の玄武岩や「蜂目石」と呼ばれる多孔質の凝灰岩を用いた。石垣の石は大きなもので直径1m・重さ100 - 200kg程度ある。大きな岩石はたき火で加熱した後水で急冷したり、火薬で発破をかけて割った後、2人がかり、あるいは牛馬に引かせて運んだ。石積みには、鉄挺や玄翁などの道具が用いられた。漏水防止のため、石垣の裏には「裏栗」と呼ばれる小石が敷き詰められた。ただし、裏栗だけでは漏水を完全に防ぐことはできず、毎年、代掻きの後には「畦塗り」と呼ばれる補修作業を行う。このほか、石垣の草刈りを行う際の足場とするため、一部の石をわざと突出させる工夫もされている。
田の土は、玄武岩が風化した赤土を練ったものを厚さ10 - 20cm程度敷き詰めて「盤土」とし、その上に15cm程度の「表土」をかぶせている。地盤の水平を保つため、竹や水を用いた簡易な水準器も用いられた。

## 維持管理・活用
ため池から各沢へ通じる「横溝水路」の閉塞防止のため、毎年5月下旬には集落総出で掃除を行う。また、以降収穫期の9月まで、水番を割り当てて管理を行っている。
他方、市民参加型のイベントとして、耕作放棄地を再生させた上で活用し、田植えや稲刈りなどの農作業体験を行っている。また耕作放棄地の活用策として、さらに冬から春にかけての休耕期の水田を利用した観光資源化の策として、冬から春にレンゲソウや菜の花、夏にヒマワリを栽培し、イベントとして種播きや花畑でのウォーキング・ハイキングなどを行っている。蕨野の集落は佐賀市や福岡市から車で1時間程度であるが、特に都市化が進んでいる福岡市からの参加者が多い特徴があるという。

## ブランド米
地元農家により結成された「蕨野棚田保存会」の主導により、ブランド米「棚田米 蕨野」（品種:夢しずく）の生産が行われている。2001年には「九州米サミット」に出品し、普通作部門で最優秀賞を受賞した。
蕨野では通常、5月上旬から下旬ごろに代掻きや田植えを行い、6月から石垣の草刈りなどの手入れをし、9月中旬に稲刈りを行う。また休耕期を利用して、10月中旬に菜の花の種播きを行い、3月下旬に見ごろを迎えた後、4月中旬に田起こしを兼ねて菜の花を土にすき込む流れとなる。

## アクセス
- 九州旅客鉄道唐津線相知駅より、車または、町内巡回バス（平日・土曜運行、1日5 - 6往復）で15分[15]